# Vilse i London
Vilse i London (engelska: A Run for Your Money) är en brittisk Ealingkomedi från 1949, inspelad i Ealing Studios och i regi av Charles Frend.

## Handling
Två walesiska gruvarbetare vinner en tävling och reser till London för att hämta priset.

## Rollista i urval
- Donald Houston - Dai Jones
- Meredith Edwards - Twm Jones
- Moira Lister - Jo
- Alec Guinness - Whimple
- Hugh Griffith - Huw
- Clive Morton - Chefredaktören
- Joyce Grenfell - Mrs. Pargiter